# L'Echo des Montagnes
L'Echo des Montagnes is een harmonieorkest uit Tilburg. Het orkest komt uit in de 1e divisie van de Koninklijke Nederlandse Federatie van Muziekverenigingen (KNFM).
In 1867 werd in de Tilburgse wijk Korvel een liedertafel opgericht onder de naam L'Echo des Montagnes. Tien jaar later werd dit zanggezelschap aangevuld met een fanfare onder dezelfde naam. Nog enige tijd werkte de liedertafel samen met de harmonie Orpheus, maar vanaf november 1878 waren er optredens van liedertafel en fanfare, eerst besloten, daarna in het openbaar.

In 1895 schonk de Korvelse industriële familie Van Dooren & Dams een muziekkiosk. Emile van Dooren, een van de directeuren, werd in 1905 president van L'Echo en zou die functie tot 1956 bekleden.

In 1906 werd het orkest uitgebreid met houten blaasinstrumenten, waardoor het een volwaardig harmoniekorps werd.

In 1929 werd de liedertafel opgeheven en ging de harmonie zelfstandig verder.

Tijdens de Tweede Wereldoorlog trad het orkest niet op, omdat het weigerde zich aan te sluiten bij de Kultuurkamer.
In 2014 bestaat het orkest uit ongeveer 60 muzikanten en staat het onder muzikale leiding van Jack Otten.

## Dirigenten
- 1877-1883 H. Groenendaal
- 1883-1909 J.J. Krever[3]
- 1909-1911 van Leeuwen
- 1911-1945 P. van Abeelen
- 1945-1947 H. van Abeelen
- 1947-1984 Chr. Kuyten
- 1984-1999 Pieter Zwaans
- 1999-2024 Jack Otten
- 2024-heden Erik Somers